# قلعه فوکویو
قلعه فوکویو (به ژاپنی: 福与城 ふくよじょう)، یک قلعه ژاپنی واقع در شهر مینووا، ناحیه کامینا، استان ناگانو. مکان تاریخی تعیین شده توسط استان. همچنین به عنوان قلعه مینووا شناخته می‌شود. قلعه مینووا دیگری نیز در همین شهر وجود دارد، اما این عقیده وجود دارد که «قلعه مینووا» که در منابع تاریخی ذکر شده، خرابه‌های قلعه‌ای است که در این بخش ذکر شده است.
سال ساخت مشخص نیست. در دوره سنگوکو، این محل اقامتگاه فوجیساوا یوریچیکا بود. این قلعه توسط تاکدا شینگن تسخیر شد و در سال ۱۵۴۵ سقوط کرد. در سال ۱۵۸۲، زمانی که خاندان تاکدا با فتح کوشو توسط اودا نوبوناگا نابود شد، فوجیساوا یوریچیکا این قلعه را دوباره تصرف کرد، اما توسط هوشینا ماسانائو که قلعه تاکاتوئو را دوباره تصرف کرده بود، مورد حمله قرار گرفت و قلعه سقوط کرد.
در ۳ ژوئیه ۱۹۶۹ به عنوان یک مکان تاریخی در استان ناگانو تعیین شد.